# The Beyoncé Experience Live
A The Beyoncé Experience Live Beyoncé Knowles amerikai R&B énekesnő koncertfilmje. Az Amerikai Egyesült Államokban 2007. november 20-án, míg az Egyesült Királyságban november 26-án jelent meg. A felvételre a turné los angelesi állomásán a Staples Centerben került sor 2007. szeptember 2-án.
A DVD-n szerepel a koncerten különleges fellépőként megjelenő Jay-Z, Kelly Rowland és Michelle Williams is.
A DVD háromszoros platina besorolást kapott a RIAA szerint.

## Track lista

### DVD
1. Intró (The Beyoncé Experience Fanfare) – 1:08
2. Crazy in Love (Crazy Mix) – 4:08
3. Freakum Dress – 3:55
4. Green Light – 8:22
5. Baby Boy (reggae egyveleg) – 4:10
6. Beautiful Liar – 2:25
7. Naughty Girl – 5:17
8. Me, Myself and I – 7:17
9. Dangerously in Love (He Loves Me Mix) – 7:10
10. Flaws and All – 4:19
11. Destiny’s Child egyveleg (Cops and Robbers Intro) – 3:38
12. Independent Women Part 1 – 2:20
13. Bootylicious – 0:46
14. No, No, No Part 2 – 1:18
15. Bug A Boo (H-Town Screwed Down Mix) – 3:10
16. Bills, Bills, Bills – 1:01
17. Cater 2 U – 1:54
18. Say My Name – 3:12
19. Jumpin' Jumpin' – 1:34
20. Soldier (Soulja Boy Crank Mix) – 2:02
21. Survivor (Destiny’s Child újraegyesülés) – 2:30
22. Speechless – 4:15
23. Ring the Alarm intró (Jailhouse Confessions) – 3:33
24. Ring the Alarm – 3:23
25. Suga Mama – 3:07
26. Upgrade U (közreműködik Jay-Z) – 4:19
27. Bonnie and Clyde '03 (Beyoncé Prince mixe) – 1:16
28. Check on It (turné verzió) – 2:07
29. Déjà Vu – 7:07
30. Get Me Bodied – 5:06
31. Welcome to Hollywood – 2:28
32. Dreamgirls – 1:56
33. Listen – 3:07
34. Irreplaceable – 7:31
35. Beyoncé B'Day Surprise – 5:03
36. The Beyoncé Experience Credits (Beautiful Liar, élő hangszeres) – 4:05

### Bónuszlemez:Irreemplazable
1. Amor Gitano with Alejandro Fernández – 3:48
2. Listen (Oye) – 3:41
3. Irreplaceable (Irreemplazable) – 3:48
4. Beautiful Liar (Bello Embustero) – 3:20
5. Beautiful Liar (Remix) with Shakira – 3:01
6. Beautiful Liar (Spanglish) featuring Sasha Fierce – 3:21
7. Irreplaceable (Irreemplazable - Norteña Remix) – 3:51
8. Get Me Bodied (Timbaland Remix) featuring Voltio – 6:14

### Hanglemez verzió
1. Crazy in Love – 5:30
2. Freakum Dress – 4:00
3. Green Light – 3:36
4. Baby Boy – 4:22
5. Beautiful Liar – 2:30
6. Naughty Girl – 3:35
7. Me, Myself and I – 3:12
8. Dangerously in Love – 6:59
9. Flaws and All – 4:23
10. Destiny’s Child Medley (közreműködik Kelly Rowland és Michelle Williams) – 19:47
11. Speechless – 3:35
12. Ring the Alarm – 2:41
13. Suga Mama – 3:08
14. Upgrade U (közreműködik Jay-Z) – 4:30
15. Bonnie and Clyde – 1:35
16. Check on It – 1:55
17. Déjà Vu – 3:03
18. Get Me Bodied – 5:14
19. Welcome to Hollywood – 2:31
20. Dreamgirls Medley – 5:08
21. Irreplaceable – 7:37

### Élő hangszeres audió lemez
1. Speechless – 4:11
2. Ring the Alarm – 7:03
3. Suga Mama – 2:41
4. Upgrade U – 4:19
5. Bonnie and Clyde – 1:30
6. Check on It – 0:27
7. Déjà Vu – 2:48
8. Band Jam – 4:09
9. Get Me Bodied – 5:05
10. Welcome to Hollywood – 2:12
11. Dreamgirls Medley – 2:11
12. Listen - 3:07
13. Irreplaceable – 12:54

### Japán DVD bónuszlemez
1. Krazy in Luv (Rockwilder Remix) feat. Jay-Z – 4:15
2. Baby Boy (Junior Vasquez Club Anthem Remix) – 8:52
3. Naughty Girl (Calderone Quayle Club Mix Edit) – 3:52
4. Me, Myself and I (Bama Boys Sexy Remix) – 4:44
5. Green Light (Freemasons Remix) – 3:21
6. Ring the Alarm (Tranzformas Remix) feat. Collie Buddz – 4:12
7. Déjà Vu (Freemasons Radio Mix) feat. Jay-Z – 3:17
8. Get Me Bodied (Timbaland Remix) feat. Fabolous – 4:50
9. Irreplaceable (DJ Speedy Remix) – 4:20
10. World Wide Woman – 3:42
11. ChampagneChroniKnightCap by Solange Knowles – 4:53

## Besorolás
| Ország           | Besorolás  | Eladás   |
| ---------------- | ---------- | -------- |
| Brazília         | platina    | 15,000+  |
| Ausztrália       | platina    | 15,000+  |
| Egyesült Államok | 3× platina | 380,000+ |

## Fordítás
Ez a szócikk részben vagy egészben  a   The Beyoncé Experience Live című angol Wikipédia-szócikk fordításán alapul.  Az eredeti cikk szerkesztőit annak laptörténete sorolja fel. Ez a jelzés csupán a megfogalmazás eredetét és a szerzői jogokat jelzi, nem szolgál a cikkben szereplő információk forrásmegjelöléseként.